# Ivo Benkovič

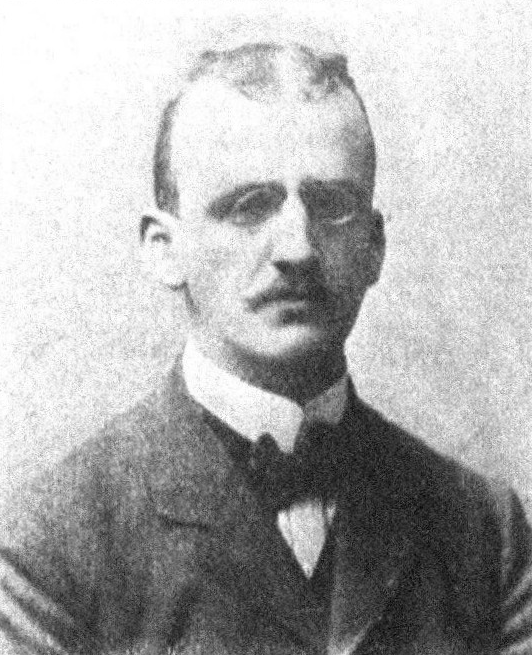
Ivo Benkovič (vor 1908)

Ivo Benkovič (* 24. Juni 1875 in Stein, Krain; † 23. September 1943 in Laibach) war ein Politiker und Jurist. Er war Abgeordneter zum Österreichischen Abgeordnetenhaus und Abgeordneter zum Steiermärkischen Landtag.

## Leben
Benkovič wurde als Sohn eines slowenischen Landwirts geboren. Er besuchte die Volksschule in seiner Geburtsstadt Stein und absolvierte danach bis 1894 das Gymnasium in Laibach. Er studierte zunächst ein Jahr Romanistik an der Universität Wien und wechselte danach zur Rechtswissenschaft. Er beendete 1898 sein Studium an der Universität Wien und promovierte 1902 zum Dr. iur. in Wien. Beruflich war Benkovič ab 1898 als Auskultant am Bezirksgericht Stein tätig, ab 1901 war er Advokaturskonzipient in Triest, später wechselte er nach Klagenfurt, Laibach bzw. Görz. Er war ab 1905 als Advokat in Rann tätig, ab 1910 arbeitete er in Celje bzw. ab 1918 in Laibach. Nach 1918 war Benkovič als Verwaltungsrat bei verschiedenen slowenischen Bergwerksunternehmen aktiv.
Benkovič leistete seinen Militärdienst als Einjährig-Freiwilliger beim „k.u.k. Steirischen Infanterie Regiment „Albert I. König der Belgier“ Nr. 27“  ab und diente im Ersten Weltkrieg als Oberleutnant-Auditor, zuletzt am Landwehr-Divisionsgericht in Laibach.
Neben seiner beruflichen Tätigkeit engagierte sich Benkovič als Herausgeber der national-radikalen Zeitschrift Posavska Straža und war unter dem Pseudonym „Benko“ schriftstellerisch tätig. Zudem war er Vorsitzender der slowenisch-katholischen politischen Vereins. Er war Mitglied des Slowenischen Bauernbundes für die Steiermark (Slovenska kmečka zveza za Štajersko) und gehörte nach dessen Fusion mit anderen slowenischen Parteien der Allslowenischen Volkspartei an. Er kandidierte bei der Reichsratswahl 1907 im Wahlkreis Steiermark 29 und gehörte ab dem 17. Juni 1907 dem Reichsrat an. Auch bei der Reichsratswahl 1911 konnte er sein Mandat verteidigen, wodurch er bis zum 12. November 1918 Mitglied des Abgeordnetenhauses war. Dort gehörte er von 1907 bis 1911 dem „Slovenski Klub“ (Slowenischen Klub) an und von 1911 bis 1917 der „Hrvatsko slovenska zajednica“ (Kroatisch-slowenischen Vereinigung) im Hrvatsko slovenski Klub (Kroatisch-slowenischen Klub), der im Mai 1917 im „Südslawischen Klub“ aufging. Zudem war Benkovič von 1909 bis 1918 Abgeordneter im Steiermärkischen Landtag. Am 10. Oktober 1918 hielt er als Delegierter im Abgeordnetenhaus des Reichsrates eine Rede, in der er der habsburgischen Führung die bekannten Worte „Es ist zu spät!“ entgegenrief. Es war die letzte Reichstagsrede eines südslawischen Delegierten im Wiener Reichsrat.

## Weblink
- Benkovič, Ivo (Ivan) Dr. iur., Kurzbiographie auf den Webseiten des österreichischen Parlaments